# Стін (Міннесота)
Стін (англ. Steen) — місто (англ. city) в США, в окрузі Рок штату Міннесота. Населення — 171 особа (2020).

## Географія
Стін розташований за координатами 43°30′51″ пн. ш. 96°15′47″ зх. д. / 43.51417° пн. ш. 96.26306° зх. д. (43.514239, -96.262992).  За даними Бюро перепису населення США в 2010 році місто мало площу 1,10 км², уся площа — суходіл.

## Демографія
Згідно з переписом 2010 року, у місті мешкало 180 осіб у 67 домогосподарствах у складі 49 родин. Густота населення становила 164 особи/км².  Було 76 помешкань (69/км²).
Расовий склад населення:
| - 90,0 % — білих - 2,8 % — корінних американців - 1,1 % — азіатів |

До двох чи більше рас належало 6,1 %. Частка іспаномовних становила 0,6 % від усіх жителів.
За віковим діапазоном населення розподілялося таким чином: 35,6 % — особи молодші 18 років, 54,4 % — особи у віці 18—64 років, 10,0 % — особи у віці 65 років та старші. Медіана віку мешканця становила 33,0 року. На 100 осіб жіночої статі у місті припадало 100,0 чоловіків;  на 100 жінок у віці від 18 років та старших — 100,0 чоловіків також старших 18 років.
Середній дохід на одне домашнє господарство  становив 40 188 доларів США (медіана — 28 500), а середній дохід на одну сім'ю — 43 836 доларів (медіана — 29 750). За межею бідності перебувало 31,9 % осіб, у тому числі 36,6 % дітей у віці до 18 років та 28,0 % осіб у віці 65 років та старших.
Цивільне працевлаштоване населення становило 96 осіб. Основні галузі зайнятості: освіта, охорона здоров'я та соціальна допомога — 24,0 %, виробництво — 20,8 %, мистецтво, розваги та відпочинок — 16,7 %.